# 文化展望
文化展望（ぶんかてんぼう）は、1972年10月4日から1976年3月17日までNHK総合で放送されたテレビ番組である。

## 概要
芸術・文化全般にわたる広い分野からテーマを厳選した。教養番組と芸能番組のスタッフがテーマごと担当した。外国制作の番組も放送した。
『文化特集』として1972年4月5日から9月27日まで放送された後、『文化展望』に改題した。

## 放送時間
- 1972 - 1973年度：水曜 22:15 - 23:00／木曜 16:15 - 17:00
- 1974 - 1975年度：水曜 22:15 - 23:00

## 主なテーマ

### 文化特集
- 名品帰国 ボストン美術展より
- 伝統の美 梅幸と鏡獅子
- 高松塚古墳 飛鳥人からのメッセージ
- 生活のある文化財 家並みと街道の復権
- 東洋と西洋のあいだに オリエントの美術
- 能の表情
- 反骨の町絵師・国芳
- 碁の世界
- ミューズの値段 美術ブームの周辺

### 文化展望
- 沈寿官の窯 薩摩焼由来
- 竹久夢二 大正ロマンの世界
- 日本の色
- 太鼓のひびき
- 四国遍路拾遺
- 青春の画譜
- パイプオルガンのすべて
- 琵琶湖のまつり 猿楽幻想
- 肥前赤絵
- 写された20世紀
- パリと日本人画家
- 志賀直哉 暗夜行路の世界
- オペラのたのしみ
- 劇画・その誕生から現在まで
- 和紙再見
- 大津絵
- よみがえる高松塚壁画
- 能面を打つ
- モナリザと日本人
- 写真家土門拳 カメラの巡礼20年
- 新宿三代
- からたちの花
- 現代版画
- 梵鐘
- 祈りの画集 東京美術学校卒業生
- 隅田川今昔 風土と芸能
- 紅型再興
- 東海道五十三次
- 暗闇の中のまつり 飾山ばやし（秋田県角館市）
- 折り紙 その形と心
- ポップアートの世界 アンディ・ウォーホールの作品を中心に
- 正倉院ガラスの謎
- 琵琶のひびき
- 百済観音 大和路と日本人
- 浮世絵流転 幻のベベール[1]・コレクション
- 将棋の世界 大山康晴
- 挿絵半世紀
- 京を描く
- ファラオの階段 早稲田大学古代エジプト調査隊の記録
- 寄席 落語の世界
- 安土幻想
- 舞台女優
- オロッコの祈り ある北方文化の記録
- もめん再見
- 民謡 うたは世につれ
- 李朝美術
- たてぶえのひびき
- 「“病牀六尺”の詩」 正岡子規と現代
- 音をつくる
- 浅草オペラ
- 異郷の画譜 アメリカの国吉康雄
- 地獄絵の系譜
- 現代を写す
- 幻想の画家 古賀春江の世界
- 合唱のたのしみ
- 文学碑のある風景
- よみがえる校倉の音色
- 時代劇今昔
- 少女の王国 描かれた夢の世界